# Océano Índico
El Índico es la parte del océano mundial de la Tierra que baña las costas de África Oriental, Oriente Medio, Asia del Sur y Australia. Es el tercer océano más grande por superficie y cubre aproximadamente el 15 % de la superficie del planeta. Delimita con el océano Atlántico por el meridiano 20° este (cabo de las Agujas), con el Pacífico por el meridiano 147° este y con el océano Austral por el paralelo 60° sur. El punto más al norte del Índico está aproximadamente a 30° norte de latitud en el golfo Pérsico. El océano mide aproximadamente 10 000 km de ancho entre las puntas sur de África y Australia; su área es 68 556 000 km², incluyendo el mar Rojo y el golfo Pérsico. El volumen del océano se estima en 292 131 000 km³.
Las naciones insulares del océano son Madagascar (cuarta isla más grande del mundo), Comoras, Seychelles, Maldivas, Mauricio, y Sri Lanka; Indonesia lo bordea. Sirve como una ruta de tránsito entre Asia y África lo que lo ha convertido en un foco de conflictos. De todas maneras, ninguna nación lo ha dominado con éxito hasta los inicios del siglo XIX cuando los ingleses colonizaron la mayoría de la tierra perimetral. El Índico fue llamado así porque baña las costas de la India.

## Etimología
El océano Índico se conoce con su nombre actual al menos desde 1515, cuando se atestigua la forma latina Oceanus Orientalis Indicus ("océano Índico Oriental"), llamado así por la India, que se proyecta en él. Anteriormente se le conocía como océano Oriental, término que aún se utilizaba a mediados del siglo XVIII (véase el mapa), en contraposición al océano Occidental (Atlántico) antes de que se conjeturara el Pacífico.
Por el contrario, los exploradores chinos del océano Índico durante el siglo XV lo llamaban océano Occidental. El océano también ha sido conocido como océano Hindú y océano Índico en varios idiomas.[cita requerida]
En la geografía de la antigua Grecia, la región del océano Índico conocida por los griegos se llamaba mar Eritreo.

## Historia

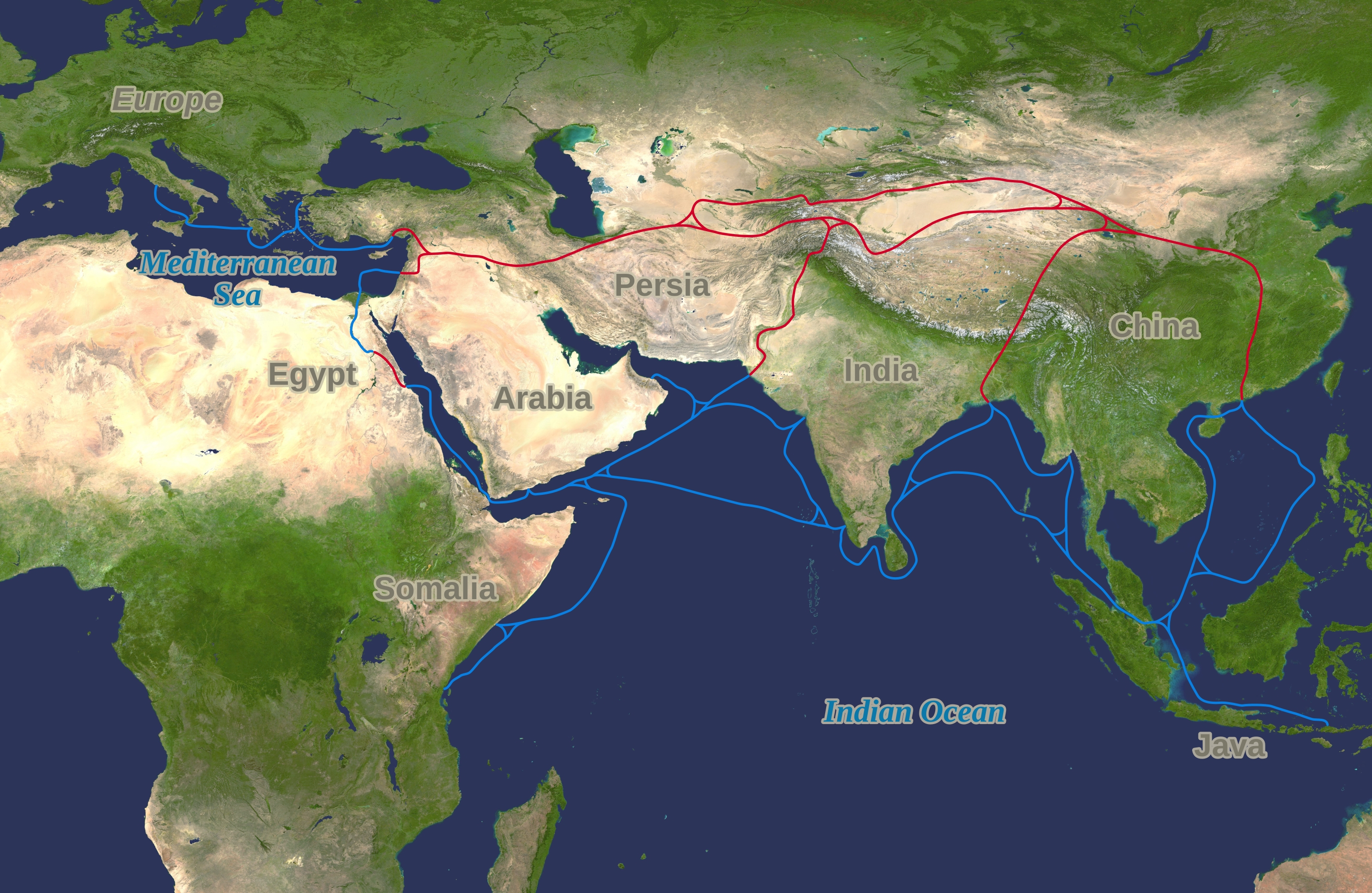
Las económicamente importantes Ruta de la Seda (rojo) y rutas comerciales de las especias (azul) fueron bloqueadas por el Imperio Otomano hacía 1453 con la caída del Imperio bizantino. Esto espoleó la exploración y se encontró una nueva ruta marítima alrededor de África, lo que provocó la Era de los Descubrimientos.

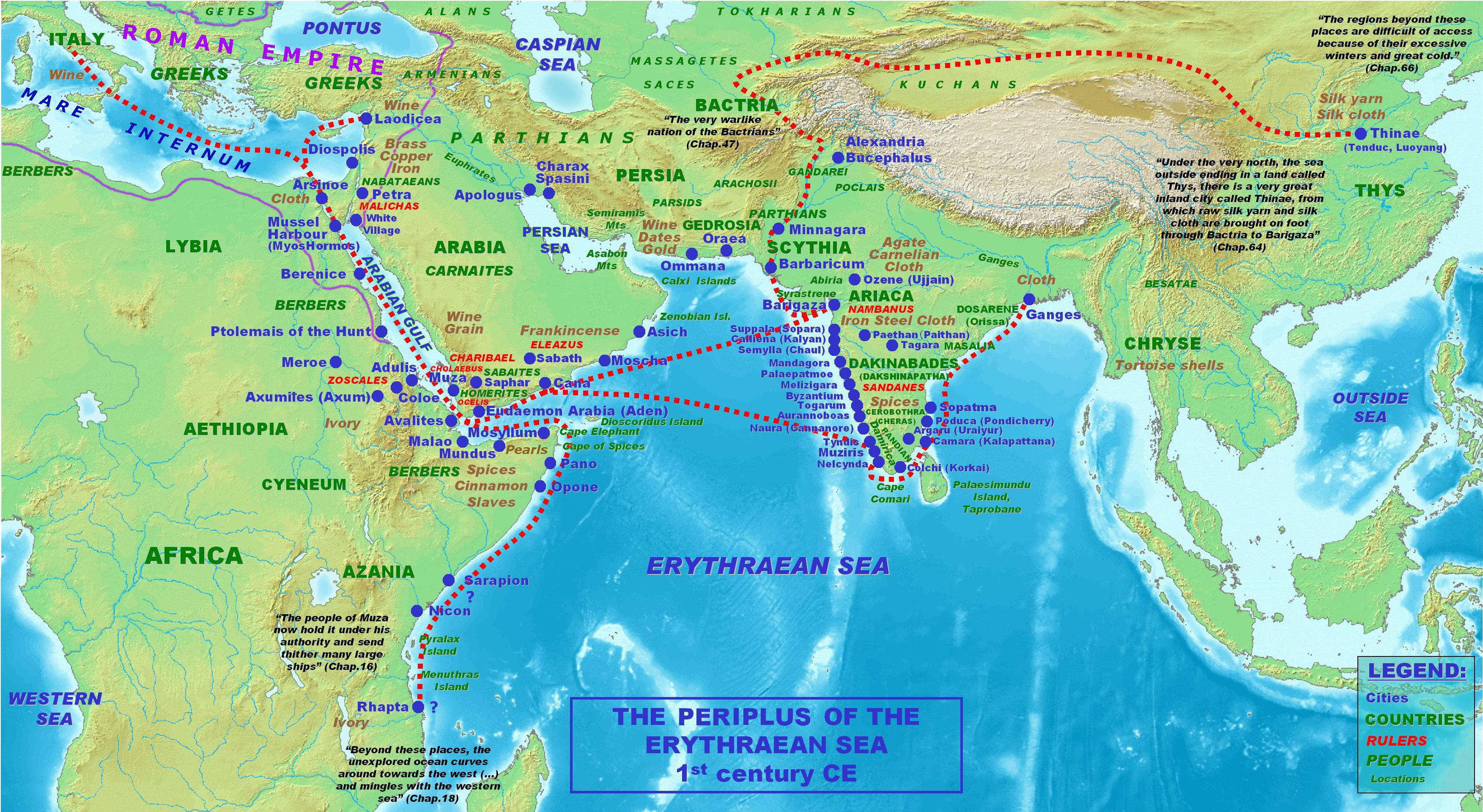
Mapa del Periplo por la Mar Eritrea

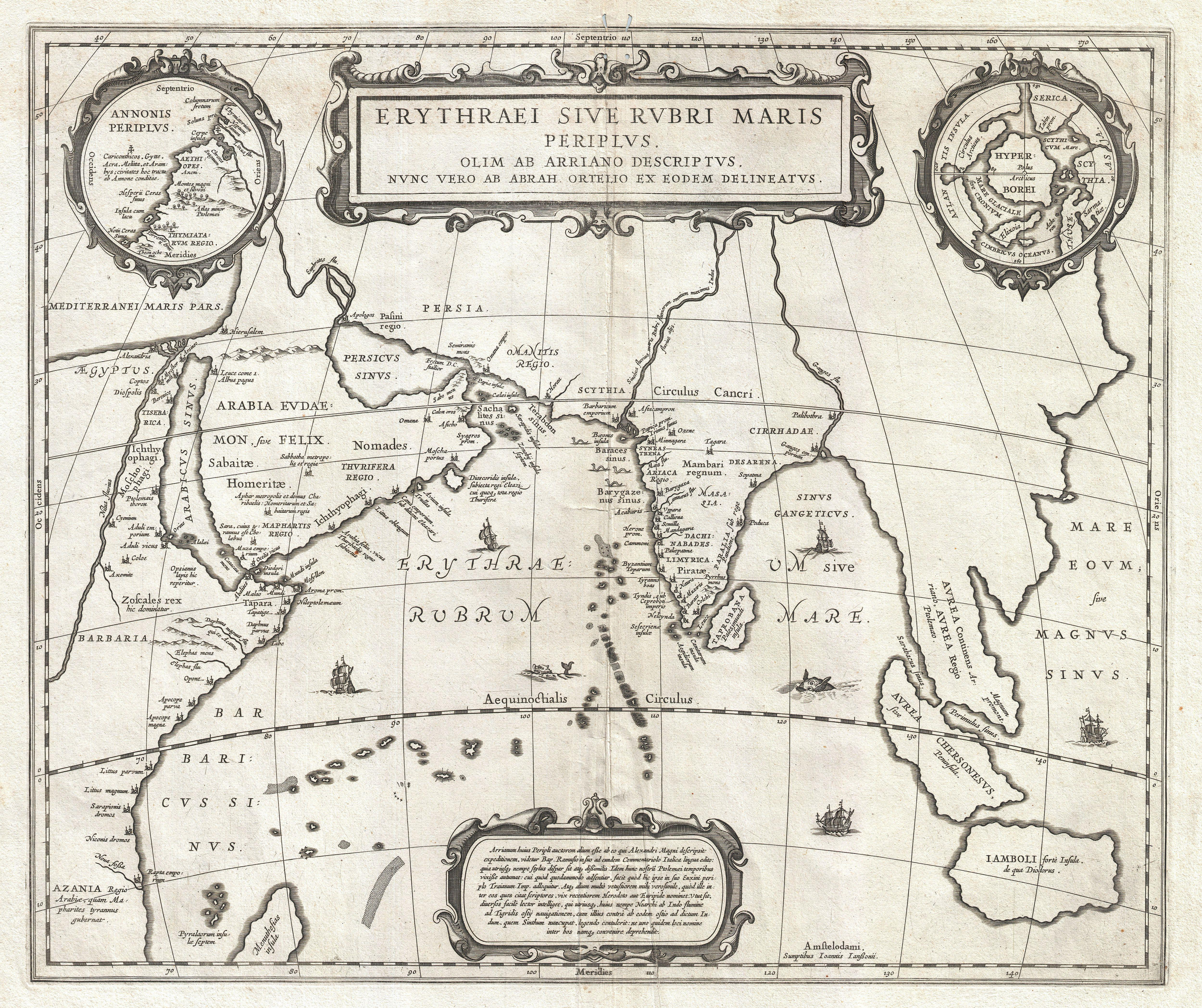
Carta del océano Índico del

Las primeras civilizaciones del mundo se desarrollaron alrededor del Índico, a lo largo de los valles de los ríos Tigris y Éufrates, Nilo e Indo: en Mesopotamia (comenzando con Sumeria), en el antiguo Egipto y en el subcontinente indio (comenzando con la cultura del valle del Indo). Otras civilizaciones también surgieron en Persia (a partir de Elam), en Armenia (a partir de Urartu) y más tarde en el sudeste de Asia (a partir de Funan).
Durante la primera dinastía de Egipto (ca. 3000 a. C.), ya se enviaron expediciones a navegar por el Índico, viajando hasta Punt, que se cree era parte de la actual Somalia. Los barcos que regresaban traían oro y mirra. El primer ejemplo conocido de comercio entre Mesopotamia y el valle del Indo (ca. 2500 a. C.) se desarrolló a lo largo del Índico. Es posible que los fenicios de finales del III milenio a. C. entraran también en la zona, pero no dejaron asentamientos.
El Índico es un mar bastante tranquilo, y gracias a ello se abrió al comercio antes que el Atlántico o el Pacífico. El temprano conocimiento de los monzones también hizo posible su navegación: hacia el oeste al principio de la época de monzones, y luego, tras esperar unos meses, de regreso hacia el este. Esto permitió a los pueblos de Indonesia cruzar el Índico para establecerse en Madagascar.
En el s. II a. C. o s. I a. C., Eudoxo de Cícico fue el primer griego conocido en lograr cruzar el Índico, navegando hasta la India. De Hípalo se dice que habría descubierto la ruta directa desde Arabia hasta la India alrededor de esta época. En los siglos II-I a. C. se desarrollaron relaciones comerciales intensivas entre el Egipto romano y los reinos tamiles de los Cheras, Cholas y Pandyas del sur de la India. Al igual que los anteriores pueblos indonesios, los marineros occidentales utilizaron el monzón para cruzar el océano. El desconocido autor del Periplo por la Mar Eritrea, que se cree se escribió entre los siglos I y II, describe esta ruta y los puertos y mercancías a lo largo de las costas de África y de la India alrededor del año 70 a. C.
De 1405 a 1433, el almirante chino Zheng He condujo grandes flotas de la dinastía Ming en varios viajes a través del océano Occidental (el nombre chino del Índico) y alcanzó los países costeros de África oriental (véase Zheng He para referencia).
En 1497, el navegante portugués Vasco da Gama logró doblar el cabo de Buena Esperanza y se convirtió en el primer europeo en navegar a la India y más tarde al Lejano Oriente. Los barcos europeos, armados con pesados cañones, rápidamente dominaron el comercio. Portugal intentó lograr preeminencia estableciendo fuertes en los estrechos y puertos importantes y dominó el comercio y el descubrimiento a lo largo de las costas de África y Asia hasta mediados del siglo XVII. Más tarde, los portugueses fueron desplazados por otras potencias europeas. La Compañía de las Indias Orientales Neerlandesas (1602-1798) buscó el control del comercio con Oriente a través del Índico. Francia y Gran Bretaña establecieron compañías de comercio en la zona y España estableció una importante operación comercial en las Filipinas y el Pacífico. Hacia 1815, Gran Bretaña se convirtió en la principal potencia en el Índico.
La apertura del canal de Suez en 1869 revivió el interés europeo en el Este, pero ninguna nación tuvo éxito en establecer el dominio del comercio. Desde la Segunda Guerra Mundial, el Reino Unido se vio obligado a retirarse de la zona, siendo sustituido por la India, la Unión Soviética y los Estados Unidos. Los dos últimos trataron de establecer su hegemonía negociando sitios para sus bases navales. Los países en desarrollo que bordeaban el océano, sin embargo, trataron de que fuese una «zona de paz»[cita requerida] para que se pudieran utilizar libremente sus rutas de navegación. El Reino Unido y los Estados Unidos mantienen una base militar en el atolón de Diego García en medio del Índico.

### Breve cronología de la exploración
Los hechos más destacados en la exploración y navegación del Índico, principalmente para los occidentales, son:lo que
- siglo II a. C.: el griego Eudoxo de Cícico viaja a la India por vía marítima. El geógrafo Claudio Ptolomeo, en la misma época, lo designó con el nombre significa Indikon Pelagos («mar de la India»), y más tarde Plinio el Viejo lo nombró ya como Oceanus Indicus («océano Índico»);
- siglos I-IV: llegada a la región de los primeros austronesios, provenientes de Indonesia, en especial alcanzando la isla de Madagascar. Contactos con el África oriental donde se introducen plantas cultígenas asiáticas (banano, taro, igname, etc.);
- siglo VII: desarrollo del budismo en las islas de Sumatra y Java. Viajes de varios monjes budistas chinos, entre ellos Yi Jing a la India a través de ruta marítima;
- 860: una inscripción de Java menciona, en una lista de domésticos, el nombre de Jenggi, es decir «Zeng», nombre árabe de los habitantes de la costa oriental de África;
- 945-46: el libro árabe Las Maravillas de la India relata la llegada a la costa de Mozambique de «un millar de embarcaciones» montées por los Waq-Waq que llegan de islas «situadas frente a la China» (es decir, la actual Indonesia) buscando productos y esclavos;
- siglo IX: la dinastía Chola, en la India meridional, conquista la isla de Ceilán y lanza expediciones contra el reino de Sriwijaya, en la isla de Sumatra;
- siglo XIII: llegada de los persas shirazinos al archipiélago de las Comoras;
- 1295: Marco Polo entra en China por vía marítima;
- siglo XIV: el marroquí Ibn Battuta, embajador del sultanato de Delhi en China, visita Sumatra. El chino Wang Dayuan hizo varios viajes entre 1328 y 1339 que conducen a Arabia (después a Egipto y a Marruecos) y al África oriental (hasta la actual Tanzania);[6]
- 1400: fundación de Malacca en la península malaya por un príncipe de Sumatra;
- 1421-22: Sexto viaje del almirante chino Zheng He alcanzando África oriental;
- 1488: Bartolomeu Dias supera el cabo de Buena Esperanza;
- 1497: Vasco de Gama va hasta la India;
- 1500: primera llegada de europeos a Madagascar (Diogo Dias);
- 9 de febrero de 1507: Descubrimiento de la isla de La Réunion por el portugués Diogo Dias;
- 1510: Toma de Goa, en la India, por los portugueses bajo el mando de Afonso de Albuquerque;
- 1511: conquista de Malaca por Albuquerque;
- 1770: el inglés James Cook llegó a Australia;
- 1772 : descubrimiento de las islas Kerguelen por Yves Joseph de Kerguelen de Trémarec;
- 1820: descubrimiento del continente antártico;
- 1869: apertura del canal de Suez;

## Geografía

### Extensión y límites
Las fronteras del océano Índico, tal y como las delineó la Organización Hidrográfica Internacional en 1953, incluían el océano Antártico pero no los mares marginales a lo largo del borde norte, pero en el año 2000 la OHI delimitó el océano Antártico por separado, lo que eliminó las aguas al sur de los 60°S del océano Índico pero incluyó los mares marginales del norte. Meridionalmente, el océano Índico está delimitado del océano Atlántico por el meridiano de 20° E, que va hacia el sur desde el cabo de Agulhas, y del océano Pacífico por el meridiano de 146°49′ E, que va hacia el sur desde el punto más meridional de Tasmania. La extensión más septentrional del océano Índico, incluidos los mares marginales, se encuentra aproximadamente a 30° al norte, en el golfo Pérsico.
El océano Índico cubre 70 560 000 km², incluyendo el mar Rojo y el golfo Pérsico pero excluyendo el océano Antártico, o el 19,5 % de los océanos del mundo; su volumen es de 264 000 000 km³ o el 19,8 % del volumen de los océanos del mundo; tiene una profundidad media de 3741 m y una profundidad máxima de 7906 m.Eakins y Sharman, 2010</ref>
Todo el océano Índico se encuentra en el hemisferio oriental y su centro, el meridiano 90°E, pasa por la Dorsal del Meridiano Noventa Este.

### Datos
Línea de costa
66 526 km
Elevaciones extremas
Punto más bajo: fosa de Java -7258 m
Punto más alto: nivel del mar 0 m
Puertos principales
- Calcuta, Madrás y Bombay en la India
- Colombo en Sri Lanka
- Durban y Richards Bay en Sudáfrica
- Yakarta en Indonesia
- Fremantle en Australia

### Países y territorios ribereños
Siguiendo la costa en sentido horario, los estados y territorios (en cursiva), con costa en el Índico (considerando en él incluidos el mar Rojo y el golfo Pérsico) son los siguientes:

#### África
- Sudáfrica
- Mozambique
- Madagascar
- Francia (Reunión)
- Mauricio
- Francia (Mayotte)
- Comoras
- Tanzania
- Seychelles
- Kenia
- Somalia
- Yibuti
- Eritrea
- Sudán
- Egipto

#### Asia
- Egipto
- Israel
- Jordania
- Arabia Saudita
- Yemen
- Omán
- EAU
- Catar
- Baréin
- Kuwait
- Irak
- Irán
- Pakistán
- India
- Maldivas
- Territorio Británico del Océano Índico
(de facto)
- Sri Lanka
- Bangladés
- Birmania
- Tailandia
- Malasia
- Timor Oriental
- Singapur
- Indonesia
- Islas Cocos
- Isla de Navidad

#### Oceanía
- Australia

#### Índico meridional
- Islas Heard y McDonald
- Tierras Australes y Antárticas Francesas

### Islas en el Índico
- Isla de Madagascar
- Archipiélago de las Comoras
  - Comoras
  - Mayotte (Departamento ultramarino de Francia)
- Islas Seychelles
- Reunión (Departamento ultramarino de Francia)
- Isla Mauricio
- Isla Rodrigues (dependencia de isla Mauricio)
- Territorio Británico del Océano Índico en el archipiélago de Chagos (con Diego García)
- Islas Maldivas
- Isla de Sri Lanka
- Islas Andaman y Nicobar (territorio de la India)
- Isla Christmas (territorio de Australia)
- Islas Cocos (territorio de Australia)
- Islas de Indonesia a lo largo de Sumatra —islas Banyak, Simeulue, Nias, islas Mentawai, Enggano— y de Java —isla de Deli, Tinjil, Nusa Kambangan, Sempu.
- Zanzíbar

Son parte de los Tierras Australes y Antárticas Francesas:
- Isla de Ámsterdam e isla de San Pablo,
- Islas Crozet,
- Islas Kerguelen (o islas de la Désolation).
- Islas Dispersas (posesiones francesas de Bassas da India, isla Europa, islas Gloriosas, isla Juan de Nova e isla Tromelin)

### Costas y plataformas
A diferencia del Atlántico y el Pacífico, el océano Índico está rodeado por grandes masas de tierra y un archipiélago en tres de sus lados y no se extiende de polo a polo, por lo que puede compararse con un «océano embalsado». Está centrado en la Península India. Aunque este subcontinente ha desempeñado un papel importante en su historia, el océano Índico ha sido sobre todo un escenario cosmopolita, que ha interconectado diversas regiones mediante innovaciones, comercio y religión desde los inicios de la historia de la humanidad.
Los márgenes activos del océano Índico tienen una profundidad media (de la tierra a la plataforma) de 19 ± 0,61 km (11,81 ± 0,38 mi) con una profundidad máxima de 175 km (109 mi). Los márgenes pasivos tienen una profundidad media de 47,6 ± 0,8 km. La anchura media de los taludes de las plataformas continentales es de 50,4-52,4 km para los márgenes activos y pasivos respectivamente, con una profundidad máxima de 205,3-255,2 km.
Australia, Indonesia e India son los tres países con las costas y zonas económicas exclusivas más largas. La plataforma continental constituye el 15 % del océano Índico. Más de 2000 millones de personas viven en los países que bordean el océano Índico, frente a los 1700 millones del Atlántico y los 2700 millones del Pacífico (algunos países bordean más de un océano).

## Hidrología

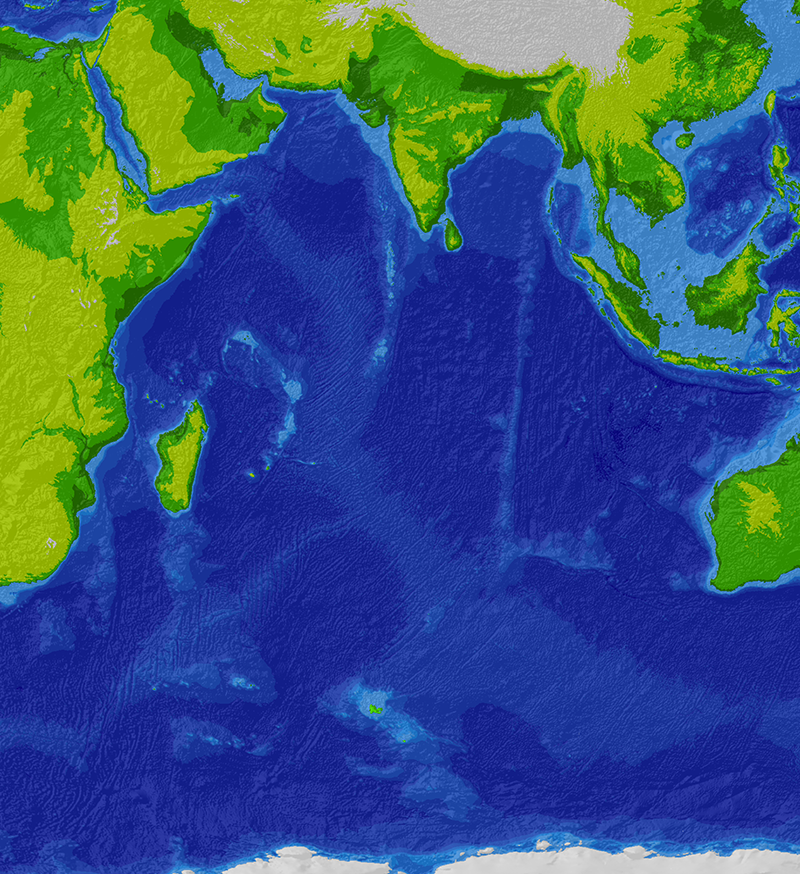
Batimetría del fondo del océano.

Los principales grandes ríos que fluyen al Índico son el Zambeze (2693 km), Limpopo (1800 km), Jubba-Shebelle (2011 km), Shatt-al-Arab (3596 km), Indo (3180 km), Ganges (2510 km), Brahmaputra (2948 km), Irrawaddy (2170 km) y Murray-Darling (2500 km). Las corrientes marítimas están muy influenciados por los monzones. Las corrientes dominantes, son dos; una en el hemisferio norte, moviéndose en el sentido de las agujas del reloj, y otra al sur del ecuador girando en sentido contrario.
Durante el monzón de invierno, de todas maneras, las corrientes del norte cambian de dirección. La circulación en aguas profundas está controlada principalmente por los flujos del Atlántico, el mar Rojo y las corrientes antárticas. Al norte de los 20 grados de latitud sur la temperatura mínima superficial es de 22 °C, superando los 28 °C hacia el este. Al sur de los 40 grados de latitud sur, las temperaturas bajan rápidamente. La salinidad superficial del agua va de 32 a 37 partes por 1000, la más alta tiene lugar en el mar Arábigo y en un cinturón entre el sur de África y el suroeste de Australia. Se encuentran icebergs a lo largo de todo el año a unos 65 grados de latitud sur. El límite norte de los icebergs está a unos 45 grados de latitud sur.
El Índico incluye las aguas de varios mares limítrofes o perimetrales, como el Andamán, Arabia, Balí, Flores, Java, Laquedivas, Rojo, Savu y Timor, el canal de Mozambique y los golfos de Adén, Aqaba, Bengala, Omán y Pérsico y la Gran Bahía Australiana.

## Geología

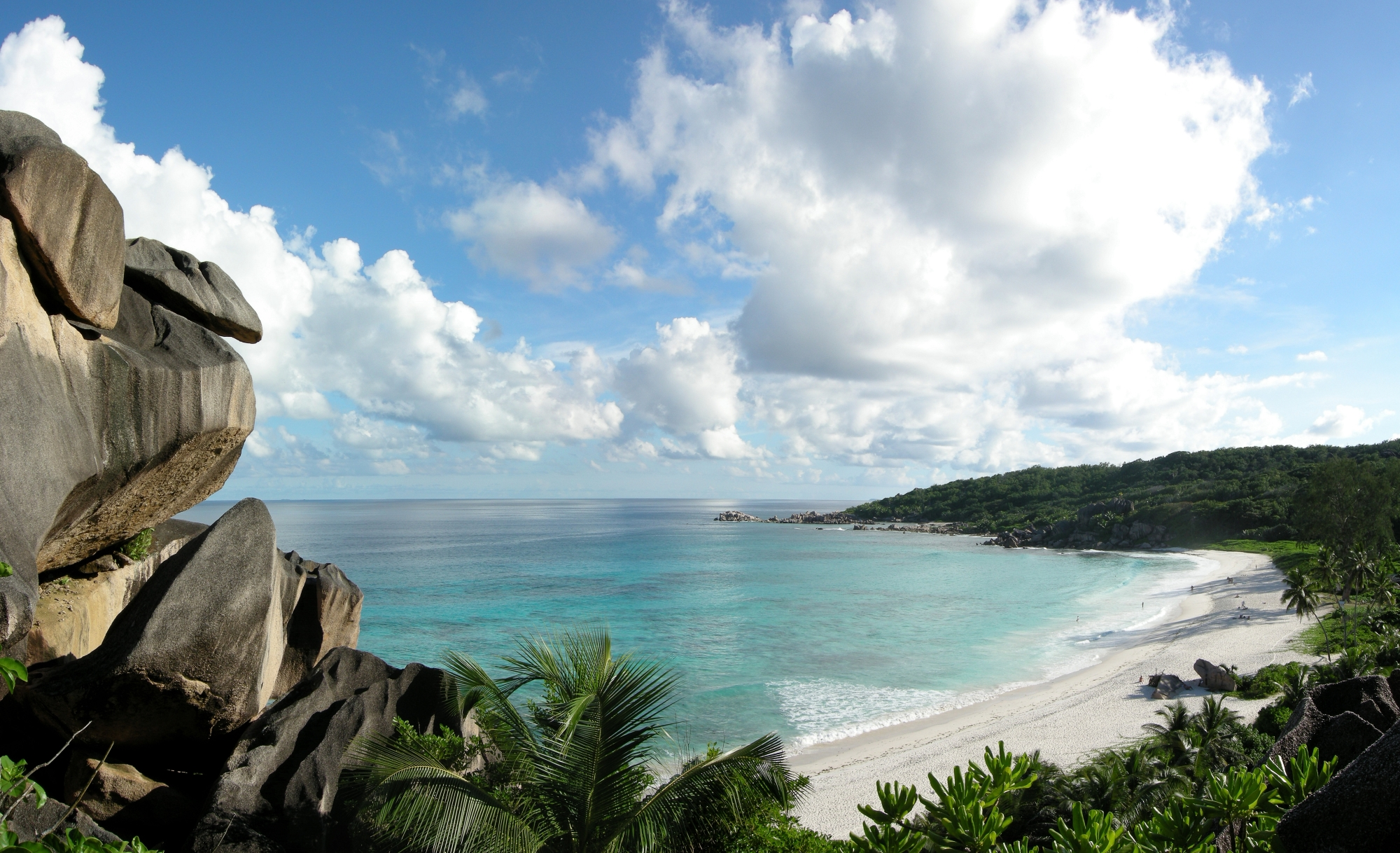
Vista de la costa de las Seychelles, situadas en el Índico.

Las placas africana, indoaustraliana y antártica convergen en el océano Índico. Sus contactos están marcados por ramas de la dorsal central-oceánica que forma una Y invertida, con la raíz que va hacia el sur desde el límite de la plataforma continental cerca de Bombay (India). Las cuencas este, oeste y sur están subdivididas en cuencas más pequeñas por cordilleras.
El 26 de diciembre de 2004, los países que rodean el Índico se vieron afectados por un tsunami causado por el terremoto del océano Índico de 2004, cuyas olas causaron más de 226 000 muertes y que más de un millón de personas quedaran sin hogar.
Las plataformas continentales son estrechas, de unos 200 km de anchura de media. Una excepción es la costa oeste de Australia, dónde la anchura de la plataforma excede los 1000 km. La profundidad media del océano es de 3741 m bajo el nivel del mar. Su punto más bajo es la fosa de Java, está a unos 7258 m de profundidad. Al norte de 50 grados de latitud sur, el 86 % de la cuenca está cubierta por sedimentos pelágicos. El restante 14 % está tapizado con capas de sedimentos terrígenos. Los sedimentos glaciales dominan las latitudes meridionales (hacia el sur) extremas.

## Clima

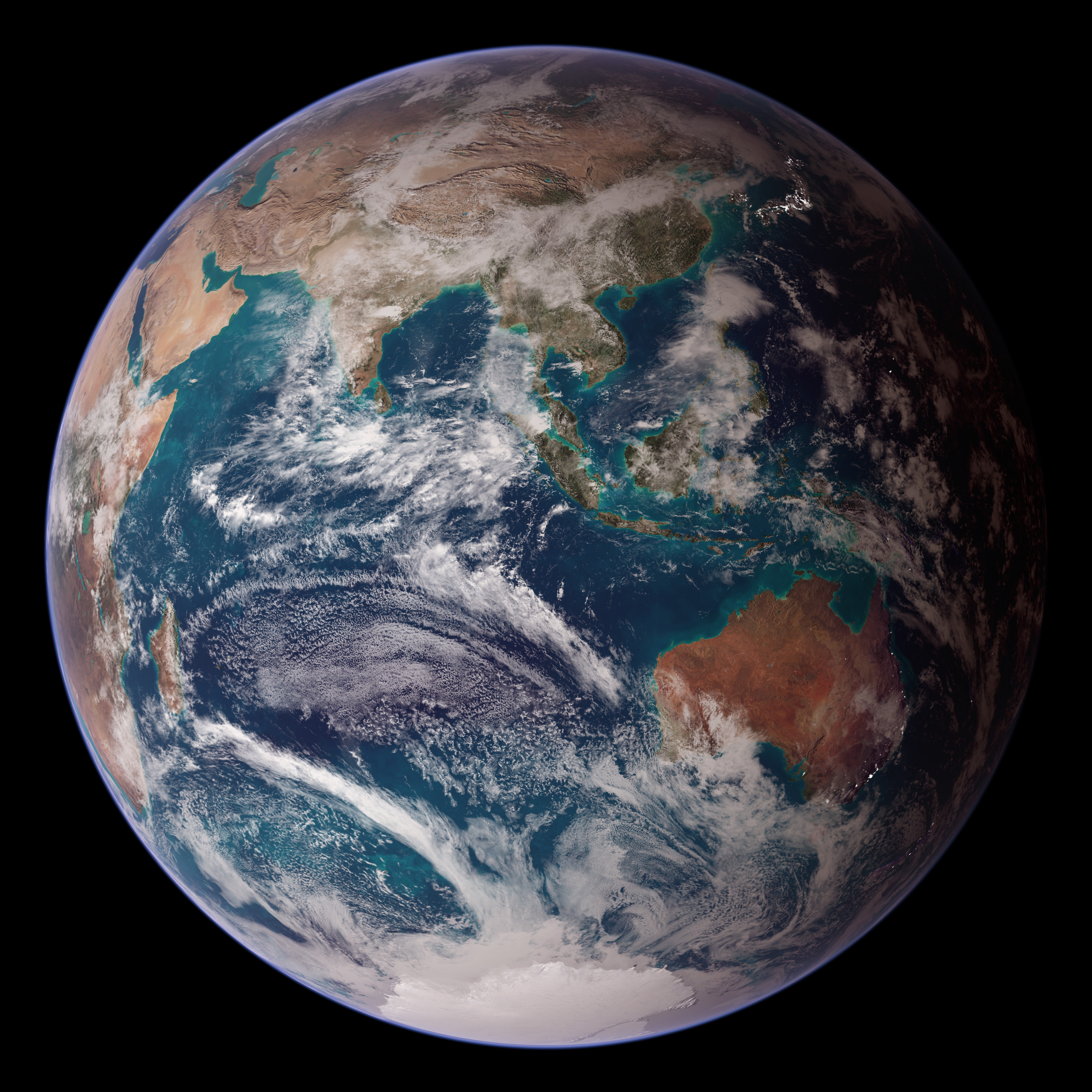
Vista satelital del Índico.

El clima al norte del Índico está afectado por un sistema de vientos monzónicos. Vientos fuertes del noreste soplan de octubre a abril; de mayo a octubre dominan los vientos sur y oeste. En el mar de Arabia los violentos monzones traen lluvia al subcontinente indio. En el hemisferio sur, los vientos son generalmente más suaves, pero las tormentas de verano cerca de Mauricio pueden ser fuertes. Cuando los monzones cambian, los ciclones pueden golpear a veces las costas del mar Arábigo y la bahía de Bengala.

## Oceanografía
El 40 % de los sedimentos del océano Índico se encuentra en los abanicos del Indo y del Ganges. Las cuencas oceánicas adyacentes a los taludes continentales contienen principalmente sedimentos terrígenos. El océano al sur del frente polar (aproximadamente al paralelo 50 sur) tiene una alta productividad biológica y está dominado por sedimentos no estratificados compuestos en su mayoría por rezagos silíceos. Cerca de las tres principales dorsales oceánicas, el suelo oceánico es relativamente joven y, por tanto, está desprovisto de sedimentos, excepto en la dorsal índica del suroeste, debido a su velocidad de propagación ultralenta.
Las corrientes oceánicas están controladas principalmente por el monzón. Dos grandes giros, uno en el hemisferio norte que fluye en el sentido de las agujas del reloj y otro al sur del ecuador que se mueve en sentido contrario a las agujas del reloj (incluyendo la corriente de Agulhas y la corriente de retorno de Agulhas), constituyen el patrón de flujo dominante. Sin embargo, durante el monzón de invierno (noviembre-febrero), la circulación se invierte al norte de los 30°S y los vientos se debilitan durante el invierno y los períodos de transición entre los monzones.
El océano Índico contiene los mayores abanicos submarinos del mundo, el abanico de Bengala y el abanico del Indo, y las mayores zonas de terrazas de ladera y fosas tectónicas.
La entrada de agua profunda en el océano Índico es de 11 sverdrup, la mayor parte de la cual procede de las aguas profundas circumpolares (CDW). Las aguas profundas circumpolares entran en el océano Índico a través de las cuencas de Crozet y Madagascar y cruzan la dorsal índica suroccidental a 30°S. En la cuenca de Mascarene, la CDW se convierte en una corriente profunda fronteriza occidental antes de encontrarse con una rama recirculada de ella misma, la North Indian Deep Water. Esta agua mezclada fluye en parte hacia el norte, hacia la cuenca somalí, mientras que la mayor parte fluye en el sentido de las agujas del reloj en la cuenca de Mascarene, donde se produce un flujo oscilante debido a las ondas de Rossby.
La circulación del agua en el océano Índico está dominada por el Giro Anticiclónico Subtropical, cuya extensión oriental está bloqueada por la Dorsal India Sureste y la Dorsal 90°E. Madagascar y la Dorsal India Suroeste separan tres células al sur de Madagascar y frente a Sudáfrica. Las aguas profundas del Atlántico Norte se adentran en el océano Índico al sur de África a una profundidad de 2000-3000 m y fluyen hacia el norte a lo largo del talud continental oriental de África. Más profunda que la NADW, el agua del fondo antártico fluye desde la cuenca de Enderby hasta la cuenca de Agulhas a través de canales profundos (<4000 m) en la Dorsal India Suroeste, desde donde continúa hacia el canal de Mozambique y la zona de fractura del Príncipe Eduardo.
Al norte de los 20° de latitud sur la temperatura mínima de la superficie es de 22 °C (72 °F), superando los 28 °C (82 °F) hacia el este. Al sur de los 40° de latitud sur, las temperaturas descienden rápidamente.
El golfo de Bengala aporta más de la mitad —2950 km³— del agua de escorrentía al océano Índico. Principalmente en verano, esta escorrentía desemboca en el mar Arábigo, pero también en el sur, a través del Ecuador, donde se mezcla con el agua de mar más fresca procedente del Throughflow indonesio. Esta mezcla de agua dulce se une a la Corriente Ecuatorial del Sur en el sur del océano Índico tropical. La salinidad de la superficie del mar es más alta (más de 36 PSU) en el mar de Arabia porque la evaporación supera a las precipitaciones allí. En el sureste del mar de Arabia la salinidad desciende a menos de 34 PSU. Es la más baja (c. 33 PSU) en el golfo de Bengala debido a la escorrentía de los ríos y a las precipitaciones. El flujo fluvial de Indonesia y las precipitaciones dan lugar a una salinidad más baja (34 PSU) a lo largo de la costa occidental de Sumatra. Las variaciones monzónicas provocan el transporte hacia el este del agua más salada del mar de Arabia al golfo de Bengala de junio a septiembre y el transporte hacia el oeste por la corriente costera de la India oriental al mar de Arabia de enero a abril.
En 2010 se descubrió una mancha de basura en el océano Índico que cubre al menos 5 millones de kilómetros cuadrados (1,9 millones de millas cuadradas). Este vórtice de basura plástica circula constantemente por el océano desde Australia hasta África, bajando por el canal de Mozambique y volviendo a Australia en un periodo de seis años, excepto los desechos que se quedan atascados indefinidamente en el centro del giro. El parche de basura del océano Índico, según un estudio de 2012, disminuirá de tamaño después de varias décadas para desaparecer por completo a lo largo de los siglos. Sin embargo, a lo largo de varios milenios, el sistema global de parches de basura se acumulará en el Pacífico Norte.
Hay dos anfidromos de rotación opuesta en el océano Índico, probablemente causados por la propagación de las ondas de Rossby.
Los icebergs se desplazan hacia el norte hasta los 55°S, de forma similar a lo que ocurre en el Pacífico, pero menos que en el Atlántico, donde los icebergs llegan hasta los 45°S. El volumen de pérdida de icebergs en el océano Índico entre 2004 y 2012 fue de 24 Gt.
Desde la década de 1960, el calentamiento antropogénico del océano global, combinado con las aportaciones de agua dulce procedentes del retroceso del hielo terrestre, provoca un aumento global del nivel del mar. El nivel del mar también aumenta en el océano Índico, excepto en el sur del océano Índico tropical, donde disminuye, un patrón causado muy probablemente por el aumento de los niveles de gases de efecto invernadero.

## Economía e historia

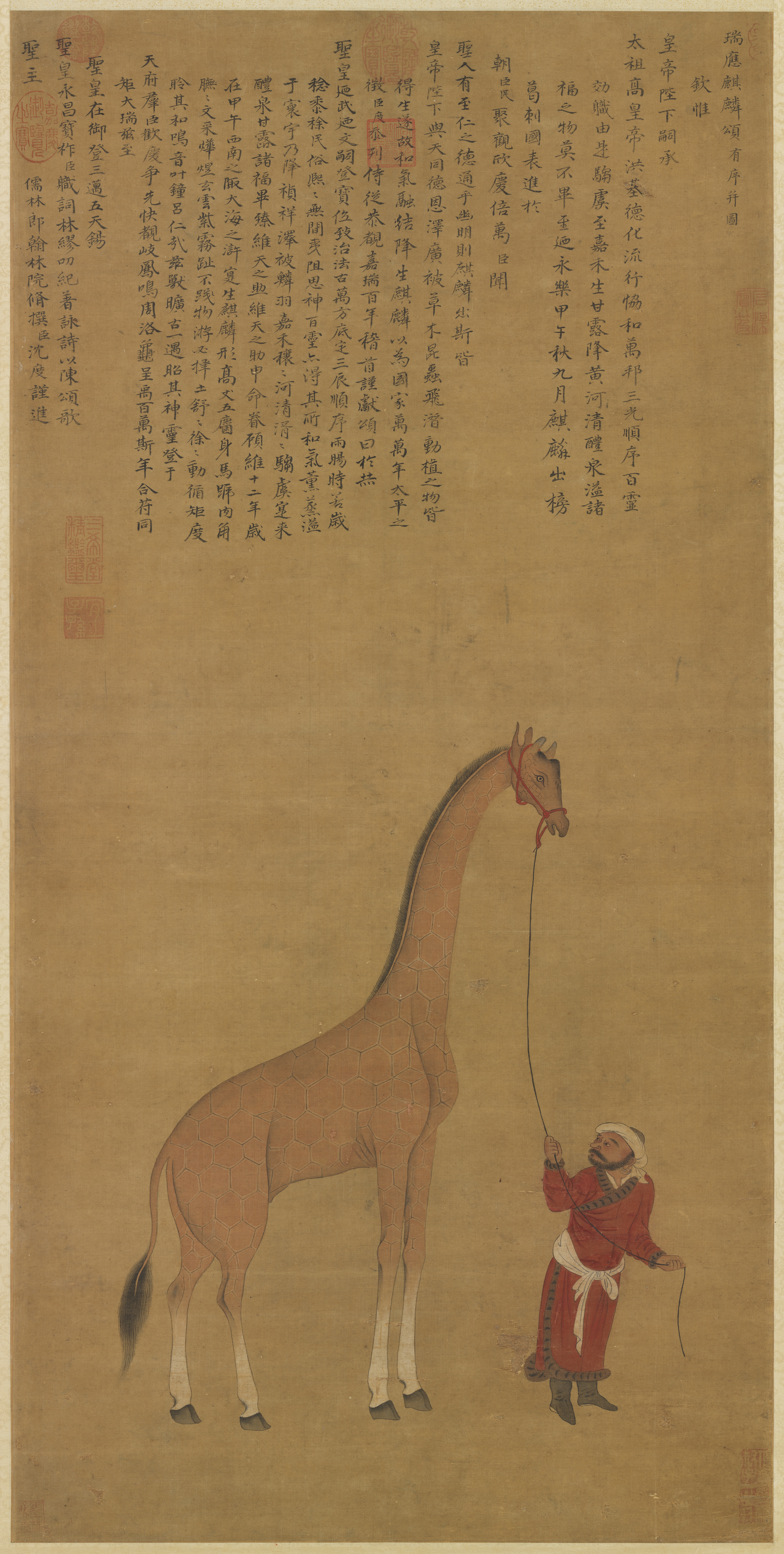
La expedición de Zheng, representa la traída de jirafas de África a través del Océano Índico hasta China, 1414.

El calor del Índico mantiene la producción de plancton baja, excepto a lo largo de los límites norte y algunos otros puntos concretos; la vida marina es, pues, relativamente limitada. La pesca está limitada a niveles de subsistencia. La función económica más importante es el transporte de mercancías. Los europeos, siguiendo los antiguos exploradores, llegaban al este y volvían con sedas, estores, té, y especias. El Índico, también es importante por el transporte de petróleo desde el sudeste asiático a los países del oeste. El petróleo es el recurso más significante del área, extraído principalmente del golfo Pérsico.
Las civilizaciones más antiguas, a los valles del Nilo, el Éufrates, el Tigris, y el río Indo en el sudeste de Asia, se han desarrollado cerca del Índico. Durante la primera dinastía de Egipto (aprox. 3000 a. C.), se enviaron algunos marineros a estas aguas, viajando hacia Punt. Los barcos que volvían llevaban oro y esclavos. Los fenicios del tercer milenio antes de Cristo podrían haber llegado a esta área, pero no establecieron ningún asentamiento.
Los griegos y romanos sabían algo del océano; el autor desconocido de Periplus of the Erythraean Sea describe puertos y a las costas de África y la India alrededor del segundo siglo después de Cristo.
Los indonesios cruzaron el Índico para establecerse en Madagascar. Se cree que Marco Polo (c. 1254-1324) volvió del lejano Este por él. Las expediciones chinas de exploración llegaron al este de África hacia el siglo XV, pero los mercaderes árabes dominaron el comercio al Índico antes de que Vasco da Gama doblara el cabo de Buena Esperanza en el 1497 y después navegó a India. Fue el primer europeo en hacerlo.
Los pueblos antiguos que vivían en el océano intentaron controlar sus rutas comerciales, infructuosamente. Portugal intentó lograr el dominio durante más de un siglo, hasta que lo perdió a mediados del siglo XVII. La Compañía Neerlandesa de las Indias Orientales (1602-1798) buscó el control del comercio con el Este por el Índico. Francia e Inglaterra establecieron compañías de comercio en el área, e Inglaterra llegó a dominar toda el área hacia el 1815.
La apertura del canal de Suez, en 1869, reavivó el interés europeo por el este, pero ninguna nación consiguió el dominio del comercio. Desde la Segunda Guerra Mundial el Reino Unido se ha retirado del área, para ser parcialmente sustituido por la India, la Unión Soviética y los Estados Unidos. Los países en vías de desarrollo que bordean el océano, de todas maneras, quieren que sea una «zona de paz» con vías de navegación de uso libre.